# الکساندر واسیلیویچ تکاچیوف
الکساندر واسیلیویچ تکاچیوف  (به روسی: Алекса́ндр Васи́льевич Ткачёв) ژیمناست زادهٔ ۴ نوامبر ۱۹۵۷ میلادی اهل کشور شوروی است که در المپیک ۱۹۸۰ مسکو برندهٔ دو مدال طلا و یک مدال نقره شد.